# Foszfolipidszkrambláz 4
A foszfolipidszkrambláz 4, más néven Ca2+-dependens foszfolipidszkrambláz 4 a PLSCR4 gén által kódolt fehérje.
Kimutatták szerepét a HIV–1-fertőzésben, a sarlósejtes vérszegénység és a hipertrófiás kardiomiopátia markereként, és feltehetően befolyásolhatja a piroptózist és a humán tüdőér-endotélium károsodását. Expressziónövekedése csökkenti az interleukin–1β (IL–1β) és az IL–18 szintjét.

## Funkció
A PLSCR4 a foszfolipideket, például foszfatidilszerint szállít két irányban a foszfolipid kettősrétegen át Ca2+-dependensen, az adenozin-trifoszfáttól függetlenül, a sejtmembrán normál aszimmetriáját csökkentve. Ezenkívül fontos még a fibrinvérrög-keletkezés elindításában, a masztocitaaktivációban és a károsodott sejtek észlelésében és eltávolításában a retikuloendotél rendszer által.

## Klinikai jelentőség

### Hipertrófiás kardiomiopátia
A PLSCR4 lncRNS-e a szívhipertrófiát a miR-214 szabályzásával irányítja. Ez az lncRNS hipertrófiás szívekben és angiotenzin II-vel kezelt kardiomiocitákban nagyobb mennyiségben expresszálódik. E túlexpresszió a transzverz aortaconstrictio okozta szívhipertrófiát és kardiomiocita-hipertrófiát is okoz. Továbbá ez alapján a PLSCR4 endogén „miR-214-szivacs”, túlexpressziója csökkenti a miR-214-expressziót, csökkentve a hipertrófiát. Ezzel szemben a PLSCR4-expresszió csökkentése növeli a miR-214-expressziót, kardiomiocita-hipertrófiát indukálva. Ezenkívül a luciferázassay alapján a miR-214 közvetlen PLSCR4-célpont volt, túlexpressziója a PLSCR4 hipertrófiagátló hatását csökkenti. Tehát a PLSCR4 in vitro és in vivo is csökkenti a szívhipertrófiát a miR-214–MFN2-tengely szabályzásával, így feltehetően a hipertrófiás kardiomiopátia elleni terápiákban is használható lehet.

### Sarlósejtes vérszegénység
A PLSCR4 a vazookkluzív krízisek lehetséges markere sarlósejtes vérszegénység esetén, amit koncentrációnövekedése jelez. A PLSCR4 részt vesz az eritrocitamembrán-deformációban, hemolízisre, -adhézióra és trombózisra való hajlamot okozva.
Bár a sarlósejtes vérszegénység egygénes betegség, klinikailag igen heterogén. Ennek oka többek közt a hemoglobin F mennyiségének és az α-talasszémia öröklöttségének személyközi eltérései, melyek a HbS-polimerizáción keresztül befolyásolják a hematológiai jellemzőket és a betegség súlyosságát.

### HIV-1
A CD4-gyel, a HIV–1 célsejtekbe, például a T-limfocitákba és a makrofágokba való bejutásához szükséges legfontosabb receptorral történő fehérje-fehérje kölcsönhatását az SLPI-vel történő kölcsönhatás megzavarja, lehetővé téve a HIV-1 ez irányú kezelését.

### Akut légútidistressz-szindróma
A PLSCR4 a piroptózist és a tüdőér-endotélium károsodását is befolyásolhatja a foszfatidilszerin a membrán külső oldalára helyezésével, mellyel gátolja a piroptózispórusok keletkezését. Így akut légútidistressz-szindróma esetén a PLSCR4-expresszió növekedésekor a gyulladásos válasz és az endotél permeabilitás csökken, csökkenés esetén viszont nő.
Bár gátolja a piroptózist, nem befolyásolja annak fehérjéit. Az RPS11 a PLSCR4 feltételezett transzkripciós faktora, mivel csendesítésekor csökken a PLSCR4 expressziója is, növelve a piroptózist a GSDMD által.

### Tumorok
A PLSCR4 tüdő-adenokarcinóma esetén kevésbé expresszálódik, mint egészséges szövetben. A miR-17-5p és a PLSCR4 szignifikáns negatív koexpresszióval rendelkeznek. A PLSCR4 a tüdő-adenokarcinóma prognózisával szorosan összefüggő 7 gén egyike.

### Mutációk
A D290A-mutáns PLSCR4 közel 50%-kal csökkenti Ca2+ jelenlétében a szkramblázaktivitást.

## Kölcsönhatások
A PLSCR4 kölcsönhat az SLPI-vel és a CD4-gyel.

## Fordítás
Ez a szócikk részben vagy egészben  a   PLSCR4 című angol Wikipédia-szócikk ezen változatának fordításán alapul.  Az eredeti cikk szerkesztőit annak laptörténete sorolja fel. Ez a jelzés csupán a megfogalmazás eredetét és a szerzői jogokat jelzi, nem szolgál a cikkben szereplő információk forrásmegjelöléseként.